# Laura Brown
Pour les articles homonymes, voir Brown.
Laura Brown, née le 27 novembre 1986 à Calgary, est une coureuse cycliste canadienne. Spécialiste de la poursuite sur piste, elle est médaillée de bronze de la poursuite par équipes aux championnats du monde de 2013.

## Palmarès sur piste

### Championnats du monde
- Copenhague 2010
  - 6e de la poursuite par équipes
- Apeldoorn 2011
  - 6e de la poursuite par équipes
- Minsk 2013
  -  Médaillée de bronze de la poursuite par équipes
  - 4e de la poursuite individuelle
- Cali 2014
  -  Médaillée d'argent de la poursuite par équipes
  - 8e de l'omnium
- Hong Kong 2017
  - 6e de la poursuite par équipes[1]

### Coupe du monde
- 2009-2010
  - 1re de la poursuite par équipes à Cali
  - 3e de la poursuite par équipes à Pékin
- 2010-2011
  - 2e de la poursuite par équipes à Pékin
- 2013-2014
  - 1re de la course aux points à Manchester
  - 1re de la poursuite par équipes à Guadalajara (avec Allison Beveridge, Jasmin Glaesser et Stephanie Roorda)
  - 2e de la poursuite par équipes à Manchester
  - 2e de la poursuite par équipes à Aguascalientes
- 2015-2016
  - 1re de la poursuite par équipes à Hong Kong (avec Jasmin Glaesser, Georgia Simmerling et Stephanie Roorda)
  - 2e de la poursuite par équipes à Cambridge
- 2016-2017 
  - 3e de la poursuite par équipes à Cali
  - 3e de la poursuite par équipes à Los Angeles

### Championnats panaméricains
- Mexico 2009
  -  Médaillée de bronze de la poursuite par équipes
- Mar del Plata 2012
  -  Médaillée d'or de la poursuite par équipes

### Jeux panaméricains
- Guadalajara 2011
  -  Médaillée d'or de la poursuite par équipes (avec Jasmin Glaesser et Stephanie Roorda)
- Toronto 2015
  -  Médaillée d'or de la poursuite par équipes (avec Allison Beveridge, Jasmin Glaesser et Kirsti Lay)

### Championnats nationaux
- Championne du Canada de poursuite par équipes en 2008 et 2015
- Championne du Canada de vitesse par équipes en 2011

## Palmarès sur route
- 2009
  - 3e du championnat du Canada du contre-la-montre
- 2010
  - 5e du contre-la-montre des championnats panaméricains
- 2011
  - Tour de White Rock
  -  Médaillée de bronze du contre-la-montre des Jeux panaméricains
- 2014
  - 2e de la Joe Martin Stage Race